# Anthriboclerus scotti
Anthriboclerus scotti is een keversoort uit de familie mierkevers (Cleridae). De wetenschappelijke naam van de soort is voor het eerst geldig gepubliceerd in 1922 door Schenkling.